# رأس المعمورة
رأس المَعْمُورَة هو رأس يوجد على الساحل الجنوبي لشبه جزيرة الوطن القبلي أو ولاية نابل، وتحديدا شرقي مدينة نابل، قرب مدينة المعمورة. 